# Soumpi
Soumpi is een gemeente (commune) in de regio Timboektoe in Mali. De gemeente telt 17.000 inwoners (2009).